# Zagreb Open 2022
Il Zagreb Open 2022 è stato un torneo maschile di tennis professionistico. È stata la 18ª edizione del torneo, facente parte della categoria Challenger 80 nell'ambito dell'ATP Challenger Tour 2022, con un montepremi di 45 730 €. Si è svolto dal 9 al 14 maggio 2022 sui campi in terra rossa del Maksimir tennis centre di Zagabria in Croazia.

## Partecipanti

### Teste di serie
| Nazionalità          | Giocatore             | Ranking* | Testa di serie |
| -------------------- | --------------------- | -------- | -------------- |
| Australia            | Jordan Thompson       | 87       | 1              |
| Australia            | Aleksandar Vukic      | 128      | 2              |
| Australia            | Christopher O'Connell | 129      | 3              |
| Bosnia ed Erzegovina | Damir Džumhur         | 162      | 4              |
| Rep. Ceca            | Vít Kopřiva           | 167      | 5              |
| Australia            | Jason Kubler          | 173      | 6              |
| Argentina            | Juan Pablo Ficovich   | 182      | 7              |
| Italia               | Federico Gaio         | 183      | 8              |

* Ranking al 2 maggio 2022.

### Altri partecipanti
I seguenti giocatori hanno ricevuto una wild card per il tabellone principale:
- Kalin Ivanovski
- Mili Poljičak
- Dino Prižmić

I seguenti giocatori sono entrati in tabellone come alternate::
- Duje Ajduković
- Riccardo Bonadio

I seguenti giocatori sono passati dalle qualificazioni:
- Wu Yibing
- Maximilian Neuchrist
- Nerman Fatić
- Filip Misolic
- Carlos Gimeno Valero
- Fábián Marozsán

I seguenti giocatori sono entrati in tabellone come lucky loser:
- Zhang Zhizhen
- Shang Juncheng
- Tristan Lamasine

## Campioni

### Singolare
Filip Misolic ha sconfitto in finale  Mili Poljičak con il punteggio di 6–3, 7–6(6).

### Doppio
Adam Pavlásek /  Igor Zelenay hanno sconfitto in finale  Domagoj Biljesko /  Andrey Chepelev con il punteggio di 4–6, 6–3, [10–2].